# Pavel Koltsjin
Pavel Konstantinovitsj Koltsjin (Russisch: Павел Константинович Колчин) (Jaroslavl, 9 januari 1930 - Otepää, 29 december 2010) was een Russisch langlaufer. 

## Carrière
Koltsjin won tijdens de Olympische Winterspelen 1956 de gouden medaille op de estafette en de bronzen medaille op de 15 en 30 kilometer. Tijdens de wereldkampioenschappen van 1958 won hij de zilveren medaille op de 15 km, 30 km en de estafette. Koltsjin was geselecteerd voor de Olympische Winterspelen 1960 maar kon vanwege ziekte niet deelnemen. Vier jaar later in Innsbruck won Koltsjin olympisch brons op de estafette. Koltsjin was bondscoach van de Sovjet-langlaufers van 1968 tot en met 1972. Nadien ging hij aan de slag als coach van de Estse langlaufers. Koltsjin zijn vrouw Alevtina Koltsjina was ook een olympisch kampioen langlaufen op de estafette.

## Belangrijkste resultaten

### Olympische Winterspelen
| Editie | Plaats            | Resultaten                           |
| ------ | ----------------- | ------------------------------------ |
| 1956   | Cortina d'Ampezzo | estafette · 15 km · 30 km · 6e 50 km |
| 1964   | Innsbruck         | estafette · 6e 15 km                 |

### Wereldkampioenschappen langlaufen
| Jaar | Plaats            | Resultaten                                 |
| ---- | ----------------- | ------------------------------------------ |
| 1956 | Cortina d'Ampezzo | estafette · 15 km · 30 km · 6e 50 km       |
| 1958 | Lahti             | 15 km · 15 km · op de estafette · 6e 50 km |
| 1962 | Zakopane          | op de estafette                            |
| 1964 | Innsbruck         | estafette · 6e 15 km                       |